# Aina Berg
Aina Berg (Suecia, 7 de enero de 1902-7 de octubre de 1992) fue una nadadora sueca especializada en pruebas de estilo libre, donde consiguió ser medallista de bronce olímpica en 1920 en los 4 x 100 metros.

## Carrera deportiva
En los Juegos Olímpicos de Amberes 1920 ganó la medalla de bronce en los relevos de 4 x 100 metros estilo libre, con un tiempo 5:43.6 segundos), tras Estados Unidos (oro) y Reino Unido (plata); sus compañeras de equipo fueron las nadadoras: Jane Gylling, Emily Machnow y Carin Nilsson. Y también ganó el bronce en las Olimpiadas de París 1924 en la misma prueba y de nuevo tras Estados Unidos y Reino Unido.